# 1496 en santé et médecine
| Années de la santé et de la médecine : 1493 - 1494 - 1495 - 1496 - 1497 - 1498 - 1499    |
| Décennies de la santé et de la médecine : 1460 - 1470 - 1480 - 1490 - 1500 - 1510 - 1520 |

Cet article présente les faits marquants de l'année 1496 en santé et médecine.

## Événements
- Fondation de la pharmacie de l'hôpital du roi (es) à Burgos, en Castille, première du genre dans cette ville[1].

## Publications
- 16 février : édition à Milan, chez Léonard Pachel, du Thesaurus aromatariorum de Paul Suard[2], premier ouvrage de pharmacie rédigé par un apothicaire[3].
- Sébastien Brant, Eulogium de scorra pestilentialis sive Mala de Franzos , Bâle[4].
- Joseph Grünpeck (1473-1532), Tractatus de pestilentiali scorra, commentaire de l'Eulogium de scorra pestilentialis de Brant[4].

## Naissance
- Vers 1496 : Victor Trincavella (mort en 1563), médecin et philosophe vénitien, reçu docteur en médecine à Padoue, établi à Venise[5].

## Décès
- 19 mars : Marc de Montegallo (né en 1425), moine franciscain italien, fondateur du mont de piété de Vicence (en), béatifié par l'Église catholique, ayant, d'après un hagiographe, étudié la médecine à Pérouse et Bologne, enregistré en tout cas comme médecin par le conseil de ville d'Ascoli Piceno et auteur d'une Tabula della salute dont les deux derniers chapitres traitent de médecine[6].
- Angelo Catho (né probablement avant 1440), médecin et astrologue, membre du collège des médecins de Naples, au service du roi Ferrante, puis de Louis XI, et devenu archevêque de Vienne[7].
- Amirdovlat d'Amasée (né en 1415), médecin arménien au service de Mehmed II à Constantinople, auteur d'une pharmacopée de plus de trois mille sept cents médicaments rédigée en sept langues entre 1478 et 1482[8].